# Anjana Vasan
Anjana Vasan (Chennai, Tamil Nadu, India; 31 de enero de 1987) es una actriz singapurense. Nacida en una familia tamil en la India, actualmente reside en el Reino Unido. Por su trabajo escénico, Vasan ganó un premio Laurence Olivier. También protagonizó la comedia de Channel 4 We Are Lady Parts, por la que fue nominada al British Academy Television Award.

## Primeros años
Vasan nació en Chennai, India, en una familia hindú tamil y se mudó a Singapur cuando tenía cuatro años. Realizó estudios de teatro en la Universidad Nacional de Singapur antes de mudarse al Reino Unido, donde se graduó en 2012 con una Maestría en Artes de la Royal Welsh College of Music & Drama.

## Carrera
En 2011, Vasan hizo su debut televisivo como Lauren en dos episodios de la comedia dramática Fresh Meat de Channel 4. Después de terminar la escuela de teatro al año siguiente, tuvo pequeños papeles en la producción del National Theatre Wales de The Radicalization of Bradley Manning, en la producción de la Royal Shakespeare Company de Much Ado About Nothing, así como en Golgotha en el Tristan Bates Theatre de Londres.
Vasan interpretó a una bruja en Macbeth de Kenneth Branagh en el Festival Internacional de Mánchester y en su presentación en Nueva York en el Park Avenue Armory. En 2015, debutó en el cine con un pequeño papel en la versión live-action de Cenicienta.
En 2018, Vasan interpretó a Zahra Alsaadi en la comedia Hang Ups de Channel 4 y tuvo un papel en la película de antología London Unplugged. Interpretó a Rosa en Summer and Smoke en el Teatro Almeida y en el Duke of York's Theatre, marcando su debut en el West End. A esto le siguieron los papeles de Rutherford and Son en el National Theatre y A Doll's House en el Lyric Hammersmith, el último de los cuales le valió una nominación al Premio Evening Standard Theatre.
En 2020, Vasan protagonizó la película dramática Mogul Mowgli, escrita y protagonizada por Riz Ahmed. Luego repitió su papel del corto Lady Parts de 2018 como la guitarrista principal Amina en We Are Lady Parts de Channel 4 en 2021. Por su actuación, Vasan recibió nominaciones a los British Academy Television Awards, Independent Spirit Awards y Gotham Awards. También apareció en Cyrano de Joe Wright.
Vasan se unió al elenco principal del thriller de espías de la BBC Killing Eve para su cuarta y última temporada, interpretando a Pam. Regresó al escenario como Stella Kowalski en la reposición londinense de Un tranvía llamado deseo junto a Paul Mescal y Patsy Ferran. La producción se estrenó en el Teatro Almeida en 2022 y se trasladó al Teatro Phoenix del West End en 2023.
Su interpretación de Stella le valió a Vasan el Premio Laurence Olivier a la Mejor actriz de reparto en 2023.
En 2023, Vasan protagonizó el episodio de Black Mirror «Demon 79» como Nida Huq, una mujer de la Gran Bretaña de los años 70 que descubre un talismán. Anteriormente ya había hecho una breve aparición en el episodio «Nosedive» de la misma serie.
Tuvo un papel en la película de comedia Wicked Little Letters como la agente de policía Gladys Moss.

## Filmografía
| Cine | Cine                          | Cine                          | Cine                  |
| Año  | Título                        | Rol                           | Notas                 |
| ---- | ----------------------------- | ----------------------------- | --------------------- |
| 2013 | Macbeth                       | Tercera hermana               | National Theatre Live |
| 2015 | Cinderella                    | Criada                        |                       |
| 2015 | Behind the Beautiful Forevers | Manju Waghekar                | National Theatre Live |
| 2016 | A Midsummer Night's Dream     | Hermia                        | Grabación             |
| 2017 | Double Act                    | Manager                       | Cortometraje          |
| 2017 | The Children Act              | Kate                          |                       |
| 2017 | King Lear                     | Cordelia                      | Grabación             |
| 2019 | Spider-Man: Far From Home     | Reportera                     |                       |
| 2020 | Mogul Mowgli                  | Vaseem                        |                       |
| 2020 | Dara                          | Hira Bai                      | National Theatre Live |
| 2021 | Cyrano                        | Hermana Claire                |                       |
| 2023 | Wicked Little Letters         | Agente de policía Gladys Moss |                       |

| Televisión | Televisión              | Televisión                            | Televisión                      |
| Año        | Título                  | Rol                                   | Notas                           |
| ---------- | ----------------------- | ------------------------------------- | ------------------------------- |
| 2011       | Fresh Meat              | Lauren                                | 2 episodios                     |
| 2016       | Call the Midwife        | Tripti Valluk                         | Temporada 5, Episodio 8         |
| 2017       | Ill Behaviour           | Shazia                                | Miniserie                       |
| 2018       | Lady Parts              | Amina                                 | Corto de comedia                |
| 2018       | Hang Ups                | Zahra Alsaadi                         | 5 episodios                     |
| 2019       | Brexit: The Uncivil War | Entrevistadora                        | Película para televisión        |
| 2019       | Pls Like                | Lorna                                 | Episodio: «Kids»                |
| 2019       | Sex Education           | Manifestante de la clínica de abortos | Temporada 1, Episodio 3         |
| 2019       | Temple                  | Katie                                 | 2 episodios                     |
| 2021-2024  | We Are Lady Parts       | Amina                                 | Elenco principal (12 episodios) |
| 2022       | Killing Eve             | Pam                                   | 7 episodios                     |
| 2023       | Black Mirror            | Nida Huq                              | Episodio: «Demon 79»            |
| TBA        | Towards Zero            |                                       | En filmación                    |

| Teatro    | Teatro                                | Teatro               | Teatro                                                             |
| Año       | Título                                | Rol                  | Notas                                                              |
| --------- | ------------------------------------- | -------------------- | ------------------------------------------------------------------ |
| 2012      | The Radicalisation of Bradley Manning |                      | National Theatre Wales, Cardiff                                    |
| 2012      | Much Ado About Nothing                | Sirvienta            | Royal Shakespeare Company                                          |
| 2012      | Golgotha                              | Loretta              | Tristan Bates Theatre, Londres                                     |
| 2013–2014 | Macbeth                               | Tercera hermana      | Manchester International Festival / Park Avenue Armory, Nueva York |
| 2014      | The Taming of the Shrew               | Tranio               | RSC tour                                                           |
| 2014      | Behind the Beautiful Forevers         | Manju Waghekar       | National Theatre, Londres                                          |
| 2015      | Dara                                  | Hira Bai             | National Theatre, Londres                                          |
| 2015      | Image of An Unknown Young Woman       | Leyla                | Gate Theatre, Londres                                              |
| 2016      | A Midsummer Night's Dream             | Hermia               | Globe Theatre, Londres                                             |
| 2017      | Life of Galileo                       | Virginia             | Young Vic, Londres                                                 |
| 2017      | King Lear                             | Cordelia             | Globe Theatre, Londres                                             |
| 2018      | An Adventure                          | Jyoti                | Bush Theatre, Londres                                              |
| 2018–2019 | Summer and Smoke                      | Rosa/Nellie/Rosemary | Almeida Theatre y Duke of York's Theatre, Londres                  |
| 2019      | Rutherford and Son                    | Mary                 | National Theatre, Londres                                          |
| 2019      | A Doll's House                        | Niru                 | Lyric Hammersmith, Londres                                         |
| 2022–2023 | A Streetcar Named Desire              | Stella Kowalski      | Almeida Theatre y Phoenix Theatre, Londres                         |

## Audio
- Goblin Market (BBC)
- The Man Who Wore Sanitary Pads (BBC)

## Discografía

### Álbumes, EP
- Too Dark For Country (lanzado el 7 de octubre de 2017 - EP)[15]
- Strange Country Jukebox (lanzado el 26 de julio de 2021)[16]

## Premios y nominaciones
| Año  | Galardón                         | Categoría                                         | Nominada por             | Resultado | Ref.   |
| ---- | -------------------------------- | ------------------------------------------------- | ------------------------ | --------- | ------ |
| 2019 | Evening Standard Theatre Award   | Mejor actriz                                      | A Doll's House           | Nominada  | [ 17 ] |
| 2021 | Gotham Award                     | Mejor interpretación en una nueva serie           | We Are Lady Parts        | Nominada  | [ 18 ] |
| 2022 | British Academy Television Award | Mejor interpretación femenina de comedia          | We Are Lady Parts        | Nominada  |        |
| 2022 | Independent Spirit Award         | Mejor interpretación femenina en una nueva serie  | We Are Lady Parts        | Nominada  |        |
| 2023 | Laurence Olivier Award           | Mejor actriz de reparto                           | A Streetcar Named Desire | Ganadora  | [ 19 ] |
| 2023 | Evening Standard Theatre Award   | Mejor actriz                                      | A Streetcar Named Desire | Ganadora  |        |
| 2024 | WhatsOnStage Awards              | Mejor intérprete de reparto en una obra de teatro | A Streetcar Named Desire | Nominada  | [ 20 ] |
| 2024 | British Academy Television Award | Mejor actriz                                      | Black Mirror: Demon 79   | Nominada  | [ 21 ] |